# Echinognathus
Echinognathus é um gênero de euriptérido, um grupo extinto de artrópodes aquáticos. A espécie-tipo e única de Echinognathus, E. clevelandi, é conhecida por depósitos do Ordoviciano Superior nos Estados Unidos. O nome genérico deriva do neolatim echino- ("espinhoso") e da palavra grega gnáthos ("mandíbula"), em referência a um apêndice endognatário espinhoso (usado para manipular alimentos) presente no material fóssil encontrado.
Echinognathus é conhecido apenas por material fóssil fragmentário, composto por segmentos corporais, um apêndice usado para manipular alimentos e possivelmente outros segmentos corporais. O gênero é distinguido de outros euriptéridos pelo grande número de espinhos alongados e curvados, semelhantes a lâminas em vida, em seus membros. Inicialmente considerado uma espécie de Eurypterus, essas características distintivas foram rapidamente notadas e consideradas importantes o suficiente para designar Echinognathus como um gênero próprio. Com fósseis adicionais atribuídos a Echinognathus no início do século XX, o gênero foi notado como semelhante a Megalograptus, outro euriptérido com membros espinhosos. Em 1955, Echinognathus e Megalograptus foram colocados em sua própria família taxonômica de euriptéridos, Megalograptidae [en].
Com base nas proporções de outros euriptéridos, Echinognathus teria sido um predador de tamanho médio, alcançando aproximadamente 45 cm de comprimento. Os espinhos em seus membros eram presumivelmente usados para captura ativa de presas, segurando alimentos e levando-os à boca. Os fósseis de Echinognathus são conhecidos de ambientes que outrora eram marinhos, e ele viveu ao lado de uma fauna que incluía graptólitos, braquiópodes, cefalópodes e trilobitas.

## Descrição
Echinognathus é conhecido apenas por restos fósseis fragmentários. Era um euriptérido da família Megalograptidae de tamanho médio, alcançando aproximadamente 45 cm de comprimento. Devido à natureza fragmentária dos restos, a maior parte do corpo de Echinognathus é desconhecida. Com base no gênero relacionado Megalograptus, é possível que a cabeça tivesse formato subquadrado (vagamente quadrático). Echinognathus provavelmente tinha uma construção robusta.
A característica mais distintiva evidente no material fóssil eram os espinhos do apêndice endognatário conhecido (usado para manipular alimentos). O membro era formado por oito ou nove articulações, provavelmente oito, seis das quais equipadas com espinhos grandes, curvados e alongados. Os espinhos, semelhantes mas distintos dos do gênero relacionado Megalograptus, eram achatados, tinham uma interseção subtriangular e eram distintamente estriados (com sulcos) longitudinalmente. Em vida, teriam uma aparência distinta de lâmina.
Os segmentos corporais de Echinognathus eram ornamentados com escamas oblongas proeminentes, semelhantes em forma a "gotas de chuva escorrendo por uma janela". O metastoma (uma grande placa localizada na parte inferior do corpo) de Echinognathus era largo e cordado (em forma de coração), uma característica semelhante à maioria dos euriptéridos, mas que o diferenciava de Megalograptus, que tinha um metastoma mais único.

## História da pesquisa
O material-tipo de Echinognathus clevelandi foi relatado pela primeira vez em fevereiro de 1882 por Charles Doolittle Walcott. Os fósseis foram recuperados em depósitos do Katiano [en] (Ordoviciano Superior) ao norte de Utica, Nova York, por William N. Cleveland, amigo de Walcott. Inicialmente, Walcott referiu provisoriamente os fósseis ao gênero Eurypterus, propondo o nome de espécie Eurypterus? clevelandi, em homenagem a Cleveland. Os fósseis consistiam em restos de um grande apêndice endognatário equipado com espinhos fósseis intactos e parte de um segmento corporal. Ainda no mesmo ano, Walcott descreveu formalmente os fósseis. Como as comparações com outros euriptéridos conhecidos apresentaram poucas semelhanças, Walcott nomeou Echinognathus clevelandi como um novo gênero e espécie, com o nome do gênero referindo-se ao apêndice endognatário espinhoso. Etimologicamente, o nome deriva do neolatim echino- ("espinhoso") e do grego gnáthos ("mandíbula"). A principal característica distintiva dos fósseis de Echinognathus, conforme notado por Walcott, eram os espinhos longos e curvados do apêndice.
Outros fósseis da localidade-tipo de E. clevelandi foram atribuídos a Echinognathus no início do século XX por John Mason Clarke [en] e Rudolf Ruedemann [en] (e posteriormente apenas Ruedemann), que descreveram vários fragmentos de segmentos corporais e mencionaram uma coleção maior de fragmentos não publicados, em 1912 e 1926. Fragmentos de um espinho, ou possivelmente o télson (o segmento corporal final, frequentemente em forma de espigão), foram atribuídos a Echinognathus por Ruedemann em 1916. Os fragmentos de espinho/télson de Ruedemann eram cobertos por escamas e não por estriações (como os espinhos do espécime-tipo), e ele notou que poderiam pertencer a uma nova, segunda espécie de Echinognathus, ou que as estriações dos espinhos se transformavam em escamas à medida que Echinognathus amadurecia. O espinho foi sugerido por Kenneth Edward Caster [en] e Erik N. Kjellesvig-Waering em 1964 como pertencente a Megalograptus.

## Classificação

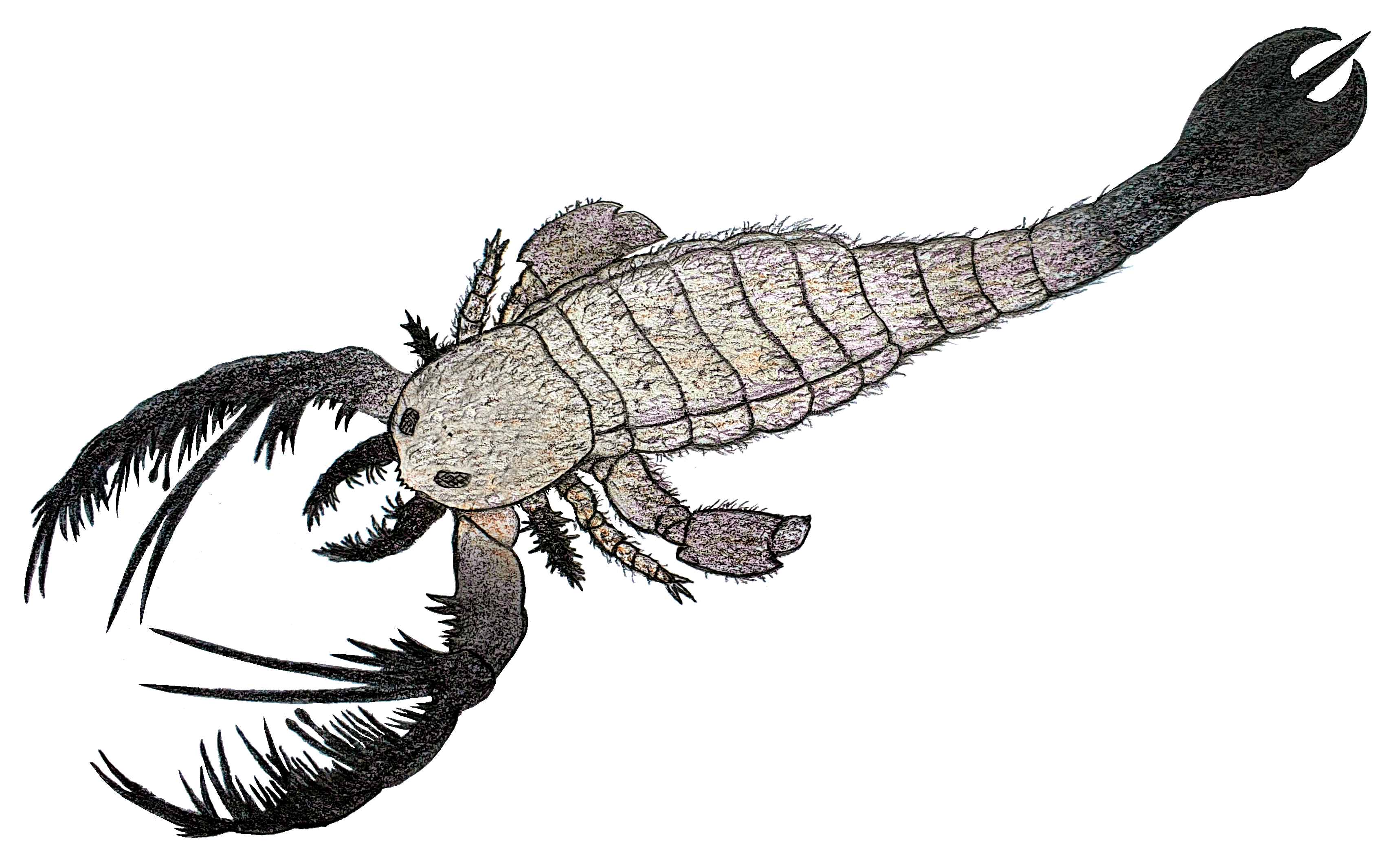
Restauração de Megalograptus, o parente mais próximo de Echinognathus.

Na descrição original de Echinognathus, Walcott não avaliou a relação entre o gênero e outros euriptéridos. Em The Eurypterida of New York de Clarke e Ruedemann, de 1912, Echinognathus foi tentativamente associado ao gênero Stylonurus, particularmente ao subgênero Ctenopterus [en] (posteriormente elevado a um gênero distinto). A associação foi feita porque Echinognathus tinha muitos espinhos pareados em seu apêndice, enquanto a maioria dos euriptéridos conhecidos na época, com exceção de Stylonurus e alguns outros, tinham apenas um par por segmento. A série contínua de espinhos foi notada como característica específica de Ctenopterus. Os espinhos em forma de lâmina e as estriações nos espinhos também foram notados como características vistas em Ctenopterus. Em The Eurypterida of New York, August Foerste [en] comparou os fósseis de Echinognathus aos de Megalograptus, também fragmentariamente conhecido na época, e concluiu que os dois eram provavelmente próximos, se não congêneres. A descoberta de mais fósseis de Megalograptus e fósseis fragmentários adicionais de Echinognathus ao longo do século XX permitiu estabelecer os dois como gêneros distintos, mas intimamente relacionados.Em 1934, Leif Størmer [en] classificou Megalograptus e Echinognathus, junto com os gêneros Mixopterus e  Carcinosoma, na família Carcinosomatidae [en]. A taxonomia foi revisada por Erik N. Kjellesvig-Waering em Treatise on Invertebrate Paleontology [en] de Størmer, de 1955, onde Mixopterus foi transferido para sua própria família, Mixopteridae, e Megalograptus e Echinognathus foram colocados em sua própria família, Megalograptidae. Embora a posição taxonômica dessa família tenha sido contestada historicamente, análises filogenéticas apoiam os membros de Megalograptidae como agrupados com os membros de Carcinosomatidae e Mixopteridae na superfamília Carcinosomatoidea [en]. O cladograma abaixo, simplificado a partir de uma análise filogenética de 2015 por James Lamsdell e colegas, mostra apenas a superfamília Carcinosomatoidea:
|  | Megalograptus williamsae                                                         |
|  |                                                                                  |
|  | \| \| Megalograptus ohioensis \| \| \| \| \| \| Megalograptus welchi \| \| \| \| |
|  |                                                                                  |
|  | Megalograptus ohioensis                                                          |
|  |                                                                                  |
|  | Megalograptus welchi                                                             |
|  |                                                                                  |

|  | Megalograptus ohioensis |
|  |                         |
|  | Megalograptus welchi    |
|  |                         |

|  | Megalograptus williamsae                                                         |
|  |                                                                                  |
|  | \| \| Megalograptus ohioensis \| \| \| \| \| \| Megalograptus welchi \| \| \| \| |
|  |                                                                                  |
|  | Megalograptus ohioensis                                                          |
|  |                                                                                  |
|  | Megalograptus welchi                                                             |
|  |                                                                                  |

|  | Megalograptus ohioensis |
|  |                         |
|  | Megalograptus welchi    |
|  |                         |

|  | Megalograptus williamsae                                                         |
|  |                                                                                  |
|  | \| \| Megalograptus ohioensis \| \| \| \| \| \| Megalograptus welchi \| \| \| \| |
|  |                                                                                  |
|  | Megalograptus ohioensis                                                          |
|  |                                                                                  |
|  | Megalograptus welchi                                                             |
|  |                                                                                  |

|  | Megalograptus ohioensis |
|  |                         |
|  | Megalograptus welchi    |
|  |                         |

|  | Megalograptus williamsae                                                         |
|  |                                                                                  |
|  | \| \| Megalograptus ohioensis \| \| \| \| \| \| Megalograptus welchi \| \| \| \| |
|  |                                                                                  |
|  | Megalograptus ohioensis                                                          |
|  |                                                                                  |
|  | Megalograptus welchi                                                             |
|  |                                                                                  |

|  | Megalograptus ohioensis |
|  |                         |
|  | Megalograptus welchi    |
|  |                         |

|  | Lanarkopterus dolichoschelus [en]                                              |
|  |                                                                                |
|  | \| \| Mixopterus kiaeri \| \| \| \| \| \| Mixopterus multispinosus \| \| \| \| |
|  |                                                                                |
|  | Mixopterus kiaeri                                                              |
|  |                                                                                |
|  | Mixopterus multispinosus                                                       |
|  |                                                                                |

|  | Mixopterus kiaeri        |
|  |                          |
|  | Mixopterus multispinosus |
|  |                          |

|  | Carcinosoma newlini  |
|  |                      |
|  | Carcinosoma libertyi |
|  |                      |

|  | Eusarcana acrocephalus |
|  |                        |
|  | Eusarcana scorpionis   |
|  |                        |

|  | Carcinosoma newlini  |
|  |                      |
|  | Carcinosoma libertyi |
|  |                      |

|  | Eusarcana acrocephalus |
|  |                        |
|  | Eusarcana scorpionis   |
|  |                        |

|  | Carcinosoma newlini  |
|  |                      |
|  | Carcinosoma libertyi |
|  |                      |

|  | Eusarcana acrocephalus |
|  |                        |
|  | Eusarcana scorpionis   |
|  |                        |

|  | Carcinosoma newlini  |
|  |                      |
|  | Carcinosoma libertyi |
|  |                      |

|  | Eusarcana acrocephalus |
|  |                        |
|  | Eusarcana scorpionis   |
|  |                        |

|  | Lanarkopterus dolichoschelus [en]                                              |
|  |                                                                                |
|  | \| \| Mixopterus kiaeri \| \| \| \| \| \| Mixopterus multispinosus \| \| \| \| |
|  |                                                                                |
|  | Mixopterus kiaeri                                                              |
|  |                                                                                |
|  | Mixopterus multispinosus                                                       |
|  |                                                                                |

|  | Mixopterus kiaeri        |
|  |                          |
|  | Mixopterus multispinosus |
|  |                          |

|  | Carcinosoma newlini  |
|  |                      |
|  | Carcinosoma libertyi |
|  |                      |

|  | Eusarcana acrocephalus |
|  |                        |
|  | Eusarcana scorpionis   |
|  |                        |

|  | Carcinosoma newlini  |
|  |                      |
|  | Carcinosoma libertyi |
|  |                      |

|  | Eusarcana acrocephalus |
|  |                        |
|  | Eusarcana scorpionis   |
|  |                        |

|  | Carcinosoma newlini  |
|  |                      |
|  | Carcinosoma libertyi |
|  |                      |

|  | Eusarcana acrocephalus |
|  |                        |
|  | Eusarcana scorpionis   |
|  |                        |

|  | Carcinosoma newlini  |
|  |                      |
|  | Carcinosoma libertyi |
|  |                      |

|  | Eusarcana acrocephalus |
|  |                        |
|  | Eusarcana scorpionis   |
|  |                        |

|  | Megalograptus williamsae                                                         |
|  |                                                                                  |
|  | \| \| Megalograptus ohioensis \| \| \| \| \| \| Megalograptus welchi \| \| \| \| |
|  |                                                                                  |
|  | Megalograptus ohioensis                                                          |
|  |                                                                                  |
|  | Megalograptus welchi                                                             |
|  |                                                                                  |

|  | Megalograptus ohioensis |
|  |                         |
|  | Megalograptus welchi    |
|  |                         |

|  | Megalograptus williamsae                                                         |
|  |                                                                                  |
|  | \| \| Megalograptus ohioensis \| \| \| \| \| \| Megalograptus welchi \| \| \| \| |
|  |                                                                                  |
|  | Megalograptus ohioensis                                                          |
|  |                                                                                  |
|  | Megalograptus welchi                                                             |
|  |                                                                                  |

|  | Megalograptus ohioensis |
|  |                         |
|  | Megalograptus welchi    |
|  |                         |

|  | Megalograptus williamsae                                                         |
|  |                                                                                  |
|  | \| \| Megalograptus ohioensis \| \| \| \| \| \| Megalograptus welchi \| \| \| \| |
|  |                                                                                  |
|  | Megalograptus ohioensis                                                          |
|  |                                                                                  |
|  | Megalograptus welchi                                                             |
|  |                                                                                  |

|  | Megalograptus ohioensis |
|  |                         |
|  | Megalograptus welchi    |
|  |                         |

|  | Megalograptus williamsae                                                         |
|  |                                                                                  |
|  | \| \| Megalograptus ohioensis \| \| \| \| \| \| Megalograptus welchi \| \| \| \| |
|  |                                                                                  |
|  | Megalograptus ohioensis                                                          |
|  |                                                                                  |
|  | Megalograptus welchi                                                             |
|  |                                                                                  |

|  | Megalograptus ohioensis |
|  |                         |
|  | Megalograptus welchi    |
|  |                         |

|  | Lanarkopterus dolichoschelus [en]                                              |
|  |                                                                                |
|  | \| \| Mixopterus kiaeri \| \| \| \| \| \| Mixopterus multispinosus \| \| \| \| |
|  |                                                                                |
|  | Mixopterus kiaeri                                                              |
|  |                                                                                |
|  | Mixopterus multispinosus                                                       |
|  |                                                                                |

|  | Mixopterus kiaeri        |
|  |                          |
|  | Mixopterus multispinosus |
|  |                          |

|  | Carcinosoma newlini  |
|  |                      |
|  | Carcinosoma libertyi |
|  |                      |

|  | Eusarcana acrocephalus |
|  |                        |
|  | Eusarcana scorpionis   |
|  |                        |

|  | Carcinosoma newlini  |
|  |                      |
|  | Carcinosoma libertyi |
|  |                      |

|  | Eusarcana acrocephalus |
|  |                        |
|  | Eusarcana scorpionis   |
|  |                        |

|  | Carcinosoma newlini  |
|  |                      |
|  | Carcinosoma libertyi |
|  |                      |

|  | Eusarcana acrocephalus |
|  |                        |
|  | Eusarcana scorpionis   |
|  |                        |

|  | Carcinosoma newlini  |
|  |                      |
|  | Carcinosoma libertyi |
|  |                      |

|  | Eusarcana acrocephalus |
|  |                        |
|  | Eusarcana scorpionis   |
|  |                        |

|  | Lanarkopterus dolichoschelus [en]                                              |
|  |                                                                                |
|  | \| \| Mixopterus kiaeri \| \| \| \| \| \| Mixopterus multispinosus \| \| \| \| |
|  |                                                                                |
|  | Mixopterus kiaeri                                                              |
|  |                                                                                |
|  | Mixopterus multispinosus                                                       |
|  |                                                                                |

|  | Mixopterus kiaeri        |
|  |                          |
|  | Mixopterus multispinosus |
|  |                          |

|  | Carcinosoma newlini  |
|  |                      |
|  | Carcinosoma libertyi |
|  |                      |

|  | Eusarcana acrocephalus |
|  |                        |
|  | Eusarcana scorpionis   |
|  |                        |

|  | Carcinosoma newlini  |
|  |                      |
|  | Carcinosoma libertyi |
|  |                      |

|  | Eusarcana acrocephalus |
|  |                        |
|  | Eusarcana scorpionis   |
|  |                        |

|  | Carcinosoma newlini  |
|  |                      |
|  | Carcinosoma libertyi |
|  |                      |

|  | Eusarcana acrocephalus |
|  |                        |
|  | Eusarcana scorpionis   |
|  |                        |

|  | Carcinosoma newlini  |
|  |                      |
|  | Carcinosoma libertyi |
|  |                      |

|  | Eusarcana acrocephalus |
|  |                        |
|  | Eusarcana scorpionis   |
|  |                        |

|  | Megalograptus williamsae                                                         |
|  |                                                                                  |
|  | \| \| Megalograptus ohioensis \| \| \| \| \| \| Megalograptus welchi \| \| \| \| |
|  |                                                                                  |
|  | Megalograptus ohioensis                                                          |
|  |                                                                                  |
|  | Megalograptus welchi                                                             |
|  |                                                                                  |

|  | Megalograptus ohioensis |
|  |                         |
|  | Megalograptus welchi    |
|  |                         |

|  | Megalograptus williamsae                                                         |
|  |                                                                                  |
|  | \| \| Megalograptus ohioensis \| \| \| \| \| \| Megalograptus welchi \| \| \| \| |
|  |                                                                                  |
|  | Megalograptus ohioensis                                                          |
|  |                                                                                  |
|  | Megalograptus welchi                                                             |
|  |                                                                                  |

|  | Megalograptus ohioensis |
|  |                         |
|  | Megalograptus welchi    |
|  |                         |

|  | Megalograptus williamsae                                                         |
|  |                                                                                  |
|  | \| \| Megalograptus ohioensis \| \| \| \| \| \| Megalograptus welchi \| \| \| \| |
|  |                                                                                  |
|  | Megalograptus ohioensis                                                          |
|  |                                                                                  |
|  | Megalograptus welchi                                                             |
|  |                                                                                  |

|  | Megalograptus ohioensis |
|  |                         |
|  | Megalograptus welchi    |
|  |                         |

|  | Megalograptus williamsae                                                         |
|  |                                                                                  |
|  | \| \| Megalograptus ohioensis \| \| \| \| \| \| Megalograptus welchi \| \| \| \| |
|  |                                                                                  |
|  | Megalograptus ohioensis                                                          |
|  |                                                                                  |
|  | Megalograptus welchi                                                             |
|  |                                                                                  |

|  | Megalograptus ohioensis |
|  |                         |
|  | Megalograptus welchi    |
|  |                         |

|  | Lanarkopterus dolichoschelus [en]                                              |
|  |                                                                                |
|  | \| \| Mixopterus kiaeri \| \| \| \| \| \| Mixopterus multispinosus \| \| \| \| |
|  |                                                                                |
|  | Mixopterus kiaeri                                                              |
|  |                                                                                |
|  | Mixopterus multispinosus                                                       |
|  |                                                                                |

|  | Mixopterus kiaeri        |
|  |                          |
|  | Mixopterus multispinosus |
|  |                          |

|  | Carcinosoma newlini  |
|  |                      |
|  | Carcinosoma libertyi |
|  |                      |

|  | Eusarcana acrocephalus |
|  |                        |
|  | Eusarcana scorpionis   |
|  |                        |

|  | Carcinosoma newlini  |
|  |                      |
|  | Carcinosoma libertyi |
|  |                      |

|  | Eusarcana acrocephalus |
|  |                        |
|  | Eusarcana scorpionis   |
|  |                        |

|  | Carcinosoma newlini  |
|  |                      |
|  | Carcinosoma libertyi |
|  |                      |

|  | Eusarcana acrocephalus |
|  |                        |
|  | Eusarcana scorpionis   |
|  |                        |

|  | Carcinosoma newlini  |
|  |                      |
|  | Carcinosoma libertyi |
|  |                      |

|  | Eusarcana acrocephalus |
|  |                        |
|  | Eusarcana scorpionis   |
|  |                        |

|  | Lanarkopterus dolichoschelus [en]                                              |
|  |                                                                                |
|  | \| \| Mixopterus kiaeri \| \| \| \| \| \| Mixopterus multispinosus \| \| \| \| |
|  |                                                                                |
|  | Mixopterus kiaeri                                                              |
|  |                                                                                |
|  | Mixopterus multispinosus                                                       |
|  |                                                                                |

|  | Mixopterus kiaeri        |
|  |                          |
|  | Mixopterus multispinosus |
|  |                          |

|  | Carcinosoma newlini  |
|  |                      |
|  | Carcinosoma libertyi |
|  |                      |

|  | Eusarcana acrocephalus |
|  |                        |
|  | Eusarcana scorpionis   |
|  |                        |

|  | Carcinosoma newlini  |
|  |                      |
|  | Carcinosoma libertyi |
|  |                      |

|  | Eusarcana acrocephalus |
|  |                        |
|  | Eusarcana scorpionis   |
|  |                        |

|  | Carcinosoma newlini  |
|  |                      |
|  | Carcinosoma libertyi |
|  |                      |

|  | Eusarcana acrocephalus |
|  |                        |
|  | Eusarcana scorpionis   |
|  |                        |

|  | Carcinosoma newlini  |
|  |                      |
|  | Carcinosoma libertyi |
|  |                      |

|  | Eusarcana acrocephalus |
|  |                        |
|  | Eusarcana scorpionis   |
|  |                        |

|  | Megalograptus williamsae                                                         |
|  |                                                                                  |
|  | \| \| Megalograptus ohioensis \| \| \| \| \| \| Megalograptus welchi \| \| \| \| |
|  |                                                                                  |
|  | Megalograptus ohioensis                                                          |
|  |                                                                                  |
|  | Megalograptus welchi                                                             |
|  |                                                                                  |

|  | Megalograptus ohioensis |
|  |                         |
|  | Megalograptus welchi    |
|  |                         |

|  | Megalograptus williamsae                                                         |
|  |                                                                                  |
|  | \| \| Megalograptus ohioensis \| \| \| \| \| \| Megalograptus welchi \| \| \| \| |
|  |                                                                                  |
|  | Megalograptus ohioensis                                                          |
|  |                                                                                  |
|  | Megalograptus welchi                                                             |
|  |                                                                                  |

|  | Megalograptus ohioensis |
|  |                         |
|  | Megalograptus welchi    |
|  |                         |

|  | Megalograptus williamsae                                                         |
|  |                                                                                  |
|  | \| \| Megalograptus ohioensis \| \| \| \| \| \| Megalograptus welchi \| \| \| \| |
|  |                                                                                  |
|  | Megalograptus ohioensis                                                          |
|  |                                                                                  |
|  | Megalograptus welchi                                                             |
|  |                                                                                  |

|  | Megalograptus ohioensis |
|  |                         |
|  | Megalograptus welchi    |
|  |                         |

|  | Megalograptus williamsae                                                         |
|  |                                                                                  |
|  | \| \| Megalograptus ohioensis \| \| \| \| \| \| Megalograptus welchi \| \| \| \| |
|  |                                                                                  |
|  | Megalograptus ohioensis                                                          |
|  |                                                                                  |
|  | Megalograptus welchi                                                             |
|  |                                                                                  |

|  | Megalograptus ohioensis |
|  |                         |
|  | Megalograptus welchi    |
|  |                         |

|  | Lanarkopterus dolichoschelus [en]                                              |
|  |                                                                                |
|  | \| \| Mixopterus kiaeri \| \| \| \| \| \| Mixopterus multispinosus \| \| \| \| |
|  |                                                                                |
|  | Mixopterus kiaeri                                                              |
|  |                                                                                |
|  | Mixopterus multispinosus                                                       |
|  |                                                                                |

|  | Mixopterus kiaeri        |
|  |                          |
|  | Mixopterus multispinosus |
|  |                          |

|  | Carcinosoma newlini  |
|  |                      |
|  | Carcinosoma libertyi |
|  |                      |

|  | Eusarcana acrocephalus |
|  |                        |
|  | Eusarcana scorpionis   |
|  |                        |

|  | Carcinosoma newlini  |
|  |                      |
|  | Carcinosoma libertyi |
|  |                      |

|  | Eusarcana acrocephalus |
|  |                        |
|  | Eusarcana scorpionis   |
|  |                        |

|  | Carcinosoma newlini  |
|  |                      |
|  | Carcinosoma libertyi |
|  |                      |

|  | Eusarcana acrocephalus |
|  |                        |
|  | Eusarcana scorpionis   |
|  |                        |

|  | Carcinosoma newlini  |
|  |                      |
|  | Carcinosoma libertyi |
|  |                      |

|  | Eusarcana acrocephalus |
|  |                        |
|  | Eusarcana scorpionis   |
|  |                        |

|  | Lanarkopterus dolichoschelus [en]                                              |
|  |                                                                                |
|  | \| \| Mixopterus kiaeri \| \| \| \| \| \| Mixopterus multispinosus \| \| \| \| |
|  |                                                                                |
|  | Mixopterus kiaeri                                                              |
|  |                                                                                |
|  | Mixopterus multispinosus                                                       |
|  |                                                                                |

|  | Mixopterus kiaeri        |
|  |                          |
|  | Mixopterus multispinosus |
|  |                          |

|  | Carcinosoma newlini  |
|  |                      |
|  | Carcinosoma libertyi |
|  |                      |

|  | Eusarcana acrocephalus |
|  |                        |
|  | Eusarcana scorpionis   |
|  |                        |

|  | Carcinosoma newlini  |
|  |                      |
|  | Carcinosoma libertyi |
|  |                      |

|  | Eusarcana acrocephalus |
|  |                        |
|  | Eusarcana scorpionis   |
|  |                        |

|  | Carcinosoma newlini  |
|  |                      |
|  | Carcinosoma libertyi |
|  |                      |

|  | Eusarcana acrocephalus |
|  |                        |
|  | Eusarcana scorpionis   |
|  |                        |

|  | Carcinosoma newlini  |
|  |                      |
|  | Carcinosoma libertyi |
|  |                      |

|  | Eusarcana acrocephalus |
|  |                        |
|  | Eusarcana scorpionis   |
|  |                        |

## Paleoecologia
Echinognathus é conhecido por seus depósitos marinhos fósseis. Os espinhos nos apêndices foram inicialmente hipotetizados por Walcott como relacionados ao sistema branquial (isto é, respiratório). Walcott sugeriu que não era "aparente" que eles fossem usados para segurar alimentos ou capturar presas para a boca do animal, a única outra ideia viável na época. Com base no gênero relacionado Megalograptus, a segunda hipótese, de que os espinhos de Echinognathus foram usados para captura ativa de presas e para mover alimentos para a boca, é mais provável. Havia numerosos outros organismos presentes no local fóssil onde os fósseis de Echinognathus foram encontrados, incluindo graptólitos Mastigograptus, Geniculograptus, Orthograptus, e Climacograptus [en], ortocerídeo [en] cefalópode Geisonoceras [en], braquiópode Leptolobus da ordem Lingulida [en], braquiópode Camarotoechia [en] da classe Rhynchonellata e trilobita Triarthrus [en].